# José Rodolfo Alfaro
José Rodolfo Alfaro Vargas (Grecia, Alajuela, Costa Rica, 18 de marzo de 2000) es un futbolista costarricense que juega como interior izquierdo en el Municipal Pérez Zeledón, de la Primera División de Costa Rica.

## Trayectoria

### Inicios
Alfaro desarrolló sus cualidades en el fútbol en la plaza de deportes de San Isidro de Grecia, la cual frecuentaba con su padre Rodolfo. A los once años, enfrentó al equipo de la Academia Wilmer López y por su buena impresión le ofrecieron formarse en dicha institución. Posteriormente pasó a las ligas menores de Carmelita y por último la promoción al cuadro absoluto de Primera División.

### A. D. Carmelita
Debutó oficialmente en la máxima categoría el 5 de marzo de 2017, en un compromiso que enfrentó al Deportivo Saprissa en condición de visitante. De la mano del entrenador portugués Guilherme Farinha, el centrocampista realizó su ingreso de cambio al minuto 60' por Bryan Orué con tan solo dieciséis años y once meses.
El jugador hizo una prueba con el Sporting de Lisboa de Portugal desde el 7 de enero de 2018, extendiéndose por casi dos semanas. Regresó al cuadro carmelo y convirtió el primer gol de su carrera profesional el 21 de marzo de 2018, ante el conjunto de Limón.
El 28 de abril de 2019, su equipo descendió a la Segunda División tras finalizar en el último lugar de la tabla acumulada de la temporada.

### Deportivo Saprissa
El 3 de junio de 2019, se hace oficial su contratación en el Deportivo Saprissa, club que lo firmó por un año en condición de préstamo.
Disputó su primer juego el 20 de julio por la fecha inaugural del Torneo de Apertura 2019 contra San Carlos (derrota 1-0), en la que apareció en la alineación titular y salió de cambio al minuto 58' por Byron Bonilla. Convirtió un gol el 21 de octubre para la victoria abultada de 6-0 sobre Limón. El 10 de noviembre, en fecha de reposición ante Jicaral, Alfaro se destapó con un doblete para liquidar el juego con goleada de 2-5. El 26 de noviembre se proclama campeón del torneo continental tras vencer en la final al Motagua de Honduras.
El 22 de febrero hizo su debut en el Torneo de Clausura 2020, ingresando de cambio al minuto 70' por Esteban Rodríguez en la victoria 3-1 sobre La U Universitarios. El 1 de marzo consiguió sus primeros dos goles ante San Carlos para el triunfo de los morados por 5-3. El 29 de junio alcanzó su primer título nacional con Saprissa, luego de superar la serie final del campeonato sobre Alajuelense. El 2 de julio se anunció su salida del club.

### Municipal Grecia
El 6 de julio de 2020, se confirma su incorporación al Municipal Grecia.

## Selección nacional

### Categorías inferiores
El 7 de abril de 2017, Alfaro fue seleccionado por el entrenador Breansse Camacho para afrontar el Campeonato Sub-17 de la Concacaf, con sede en Panamá. El primer encuentro tuvo lugar el 22 de abril en el Estadio Maracaná, escenario donde su nación enfrentó al combinado de Canadá. Rodolfo apareció en la alineación titular con la dorsal «11» y concretó los dos goles para victoria ajustada de 2-1. Para el siguiente compromiso de tres días después contra Surinam, se presentaría la ganancia de 3-0. Su selección terminó la fase de grupos como líder invicto tras vencer en la última fecha a Cuba con cifras de 3-1. En la etapa decisiva se presentó la victoria sobre el anfitrión Panamá (2-1, con gol de Alfaro) y la derrota ante México (1-6). El puntaje obtenido por su grupo le permitió acceder a uno de los cupos directos al Mundial que se llevaría a cabo en India.
En rueda de prensa dada por el director técnico Camacho el 18 de septiembre de 2017, se determinó el llamado de José para llevar a cabo la realización de la Copa Mundial Sub-17. El 7 de octubre se desarrolló la primera jornada para su país en el Mundial de la India, precisamente en el Estadio Fatorda de la ciudad de Margao, contra el conjunto de Alemania. Rodolfo empezó en la alineación titular con la dorsal «12», pero fue sustituido al minuto 70' por Yecsy Jarquín. Las cifras de 2-1 decretaron la derrota de los costarricenses. Tres días después se disputó el cotejo frente a Guinea en el mismo escenario deportivo. Al igual que en el partido anterior, Alfaro estuvo en el once inicial y esta vez fue reemplazado por Josué Abarca. El 13 de octubre relevó a Sebastián Castro en la pérdida de 0-3 ante Irán. El bajo rendimiento mostrado durante las tres fechas del grupo C, tuvo como consecuencia la eliminación de su escuadra en el cuarto sitio de la tabla.

#### Participaciones en juveniles
| Competición                           | Sede   | Resultado      | Partidos | Goles |
| ------------------------------------- | ------ | -------------- | -------- | ----- |
| Campeonato Sub-17 de la Concacaf 2017 | Panamá | Clasificado    | 4        | 3     |
| Copa Mundial Sub-17 de 2017           | India  | Fase de grupos | 3        | 0     |

### Selección absoluta
El 18 de enero de 2019, es convocado por primera vez al combinado absoluto dirigido por el entrenador Gustavo Matosas. El 2 de febrero se llevó a cabo el partido en fecha no FIFA contra Estados Unidos en el Avaya Stadium, en el que Alfaro fue titular por 55 minutos y su combinado perdió con marcador de 2-0.

## Clubes
| Club                             | País                  | Año               |
| -------------------------------- | --------------------- | ----------------- |
| A. D. Carmelita                  | Costa Rica            | 2017 - 2019       |
| Deportivo Saprissa (Préstamo)    | Costa Rica            | 2019 - 2020       |
| Municipal Grecia (Préstamo)      | Costa Rica            | 2020 - 2021       |
| Escorpiones de Belén             | Bandera de Costa Rica | 2021-2022         |
| Guadalupe Fútbol Club (Préstamo) | Bandera de Costa Rica | 2023              |
| Escorpiones de Belén             | Bandera de Costa Rica | 2023              |
| Municipal Pérez Zeledón          | Costa Rica            | 2024 - Actualidad |

## Palmarés

### Títulos nacionales
| Título                         | Equipo             | País       | Año  |
| ------------------------------ | ------------------ | ---------- | ---- |
| Primera División de Costa Rica | Deportivo Saprissa | Costa Rica | 2020 |

### Títulosinternacionales
| Título        | Equipo             | País     | Año  |
| ------------- | ------------------ | -------- | ---- |
| Liga Concacaf | Deportivo Saprissa | Concacaf | 2019 |